# Rollins Band
Rollins band var et amerikansk rockband ledet af sangeren Henry Rollins.
Bandet udgav følgende albummer.
- Life Time (1987, genudgivet i 1999)
- Hard Volume (1989, genudgivet i 1999)
- The End of Silence (1992, dobbelt-CD genudgivet i 2002)
- Weight (1994)
- Come In and Burn (1997)
- Get Some Go Again (2000)
- Nice (2001)

| Musikgruppe | Spire Denne artikel om en amerikansk musikgruppe er en spire som bør udbygges. Du er velkommen til at hjælpe Wikipedia ved at udvide den. |